# Белоречье (Сахалинская область)
Белоре́чье — село в Тымовском городском округе Сахалинской области России.

## География
Село находится на берегу реки Белая, на расстоянии 23 км к юго-востоку от посёлка городского типа Тымовское, административного центра округа.

## Население
| 2002 | 2010 | 2013 | 2021 |
| ---- | ---- | ---- | ---- |
| 270  | ↘121 | ↘99  | ↘32  |

### Половой состав
Согласно результатам переписи 2002 года, в селе проживало 270 человек (132 мужчины и 138 женщин).

### Национальный состав
Согласно результатам переписи 2002 года, в национальной структуре населения русские составляли 89 % из 270 чел

## Улицы
- ул. Берёзовая,
- ул. Новая,
- ул. Советская,
- ул. Школьная.